# Административно-территориальное деление Белозерского района (Вологодская область)
Белозерский район — административно-территориальная единица в Вологодской области Российской Федерации. В рамках организации местного самоуправления ему соответствует одноимённое муниципальное образование Белозерский муниципальный район.
Административный центр — город Белозерск.
- Код ОКАТО Белозерского района — 19 210
- Код ОКТМО Белозерского муниципального района — 19 610

## Административно-территориальные единицы
Белозерский район в рамках административно-территориального устройства, включает 1 город районного значения (Белозерск) и 13 сельсоветов:
| №  | Сельсовет     | Соответствующее муниципальное образование |
| -- | ------------- | ----------------------------------------- |
| 1  | Антушевский   | Антушевское СП                            |
| 2  | Артюшинский   | Артюшинское СП                            |
| 3  | Бечевинский   | Антушевское СП                            |
| 4  | Визьменский   | Артюшинское СП                            |
| 5  | Георгиевский  | Артюшинское СП                            |
| 6  | Глушковский   | Глушковское СП, ГП город Белозерск        |
| 7  | Городищенский | Шольское СП                               |
| 8  | Гулинский     | Антушевское СП                            |
| 9  | Енинский      | Артюшинское СП                            |
| 10 | Кукшевский    | Антушевское СП                            |
| 11 | Куностьский   | Куностьское СП, ГП город Белозерск        |
| 12 | Панинский     | Артюшинское СП                            |
| 13 | Шольский      | Шольское СП                               |

### История
Белозерский район образован по постановлению Президиума ВЦИК 1 августа 1927 года в составе Череповецкого округа Ленинградской области. Указам Президиума Верховного Совета РСФСР в 1959 году к Белозерскому району была присоединена часть территории упразднённого Шольского района. С 13 декабря 1962 года по 12 января 1965 года, вовремя неудавшейся всесоюзной реформы по делению на сельские и промышленные районы и парторганизации, в соответствии с решениями ноябрьского (1962 года) пленума ЦК КПСС «о перестройке партийного руководства народным хозяйством», район в числе многих в СССР был временно укрупнён — тогда был образован Белозерский сельский район, территория которого включала территорию прежних Белозерского и Вашкинского административных районов. Пленум ЦК КПСС, состоявшийся 16 ноября 1964 года восстановил прежний принцип партийного руководства народным хозяйством, после чего Указом Верховного Совета РСФСР от 12 января 1965 года Белозерский и Вашкинский административные районы были восстановлены.

## Муниципальные образования

Муниципальные образования с 2015 г.

Муниципальный район, в рамках организации местного самоуправления, делится на 6 муниципальных образований нижнего уровня, в том числе 1 городское и 5 сельских поселений.
| Муниципальное образование           | Административный центр | Административно-территориальные единицы (состав по структуре ОКАТО)             |
| ----------------------------------- | ---------------------- | ------------------------------------------------------------------------------- |
| городское поселение город Белозерск | город Белозерск        | город Белозерск, частично Глушковский сельсовет, частично Куностьский сельсовет |
| Антушевское сельское поселение      | село Антушево          | Антушевский, Бечевинский, Гулинский, Кукшевский сельсоветы                      |
| Артюшинское сельское поселение      | деревня Артюшино       | Артюшинский, Визьменский, Георгиевский, Енинский, Панинский сельсоветы          |
| Глушковское сельское поселение      | деревня Глушково       | Глушковский сельсовет                                                           |
| Куностьское сельское поселение      | село Нижняя Мондома    | Куностьский сельсовет                                                           |
| Шольское сельское поселение         | село Зубово            | Городищенский, Шольский сельсоветы                                              |

### История муниципального устройства

Муниципальные образования в 2006—2009 гг.

Изначально в рамках организации местного самоуправления к 1 января 2006 года в составе муниципального района были образованы 12 муниципальных образований нижнего уровня, в том числе 1 городское и 11 сельских поселений.
| Муниципальное образование           | Административный центр | Административно-территориальные единицы (состав по структуре ОКАТО)              |
| ----------------------------------- | ---------------------- | -------------------------------------------------------------------------------- |
| городское поселение город Белозерск | Белозерск              | город Белозерск, частично Глушковский сельсовет и частично Куностьский сельсовет |
| Антушевское сельское поселение      | Антушево               | Антушевский сельсовет                                                            |
| Артюшинское сельское поселение      | Артюшино               | Артюшинский сельсовет                                                            |
| Бечевинское сельское поселение      | Бечевинка              | Бечевинский сельсовет                                                            |
| Визьменское сельское поселение      | Климшин Бор            | Визьменский, Георгиевский сельсоветы                                             |
| Глушковское сельское поселение      | Глушково               | Глушковский сельсовет                                                            |
| Городищенское сельское поселение    | Мегринский             | Городищенский сельсовет                                                          |
| Гулинское сельское поселение        | Никоновская            | Гулинский, Кукшевский сельсоветы                                                 |
| Енинское сельское поселение         | Лаврово                | Енинский сельсовет                                                               |
| Куностьское сельское поселение      | Нижняя Мондома         | Куностьский сельсовет                                                            |
| Панинское сельское поселение        | Панинская              | Панинский сельсовет                                                              |
| Шольское сельское поселение         | Зубово                 | Шольский сельсовет                                                               |

Законом от 9 апреля 2009 года были упразднены 2 сельских поселения: Бечевинское (включено в Антушевское сельское поселение), Городищенское (включено в Шольское сельское поселение с административным центром в селе Зубово).
| Муниципальное образование           | Административный центр | Административно-территориальные единицы (состав по структуре ОКАТО)              |
| ----------------------------------- | ---------------------- | -------------------------------------------------------------------------------- |
| городское поселение город Белозерск | Белозерск              | город Белозерск, частично Глушковский сельсовет и частично Куностьский сельсовет |
| Антушевское сельское поселение      | Антушево               | Антушевский сельсовет, Бечевинский сельсовет                                     |
| Артюшинское сельское поселение      | Артюшино               | Артюшинский сельсовет                                                            |
| Визьменское сельское поселение      | Климшин Бор            | Визьменский, Георгиевский сельсоветы                                             |
| Глушковское сельское поселение      | Глушково               | Глушковский сельсовет                                                            |
| Гулинское сельское поселение        | Никоновская            | Гулинский, Кукшевский сельсоветы                                                 |
| Енинское сельское поселение         | Лаврово                | Енинский сельсовет                                                               |
| Куностьское сельское поселение      | Нижняя Мондома         | Куностьский сельсовет                                                            |
| Панинское сельское поселение        | Панинская              | Панинский сельсовет                                                              |
| Шольское сельское поселение         | Зубово                 | Городищенский сельсовет, Шольский сельсовет                                      |

Муниципальные образования в 2009—2015 гг.

Законом Вологодской области от 1 июня 2015 года были упразднены 4 сельских поселения: Гулинское сельское поселение (включено в Антушевское); а также Визьменское, Енинское и Панинское (включены в Артюшинское).